# Ipanguaçu (ort)
Ipanguaçu är en ort i Brasilien.   Den ligger i kommunen Ipanguaçu och delstaten Rio Grande do Norte, i den östra delen av landet, 1 700 km nordost om huvudstaden Brasília. Ipanguaçu ligger 20 meter över havet och antalet invånare är 4 624.
Terrängen runt Ipanguaçu är platt. Närmaste större samhälle är Açu, 10,5 km sydväst om Ipanguaçu. 
Omgivningarna runt Ipanguaçu är huvudsakligen savann. Runt Ipanguaçu är det ganska glesbefolkat, med 32 invånare per kvadratkilometer.